# Незалежна медіа-профспілка України
Незалежна медіа-профспілка України (НМПУ) — всеукраїнська професійна спілка працівників медіа-сфери. Об'єднує понад 1000 журналістів по всій Україні. Фінансується за рахунок членських внесків та благодійної допомоги. Утворена 28 жовтня 2002 року, легалізована 14 березня 2005 року. Входить до  Міжнародної федерації журналістів (МФЖ) із  28 травня 2006 року та до Європейської федерації журналістів (ЄФЖ) тіз 2013 року. Із 2007 року проводить щорічний антирейтинг «Вороги преси».
НМПУ пропонує своїм членам безкоштовну допомогу:
- юридичну (безкоштовний супровід юристами справ у судах з питань журналістської діяльності. Медіа-профспілка має власне юридичне бюро);
- психологічну (групові терапії для журналістів, які потрапили у стресову ситуацію, та для членів їхніх родин а також організацію індивідуальних зустрічей із психологом);
- матеріальну (виплати у випадку тяжкої хвороби чи нещасного випадку);
- безпекову (для тих, хто висвітлює війну, НМПУ надає бронежилети і каски. Крім того, медіа-профспілка в рамках Об'єднаного центру допомоги журналістам проводила тренінги на тему безпеки роботи в "гарячих" точках. Вона підготувала шість тренерів, сертифікованих Міжнародною федерацією журналістів).
У листопаді 2013 року Незалежна медіа-профспілка України разом із Національної спілкою журналістів України заснували Об'єднаний центр допомоги журналістам. Мета Центру— підтримка журналістів, які постраждали під час суспільно-політичної кризи в Україні 2013—2014 років. У межах діяльності цього Центру надавалася різноманітна допомога журналістам, які змушені були виїхати з окупованих територій, втратили техніку, були побиті, потрапили у полон або іншим чином постраждали під час виконання професійних обов'язків. Сертифіковані Міжнародною федерацією журналістів тренери проводять тренінги з безпеки для роботи в гарячих точках. Крім того, журналісти, які їдуть у відрядження до зони бойових дій, можуть безкоштовно скористатись пунктом прокату захисного спорядження (бронежилет і каска з написом PRESS).

## Мета
Захист професійних, соціальних, економічних, трудових інтересів своїх членів у відносинах з роботодавцями, владними структурами та іншими організаціями.

## Історія організації
Незалежна медіа-профспілка України утворена 28 жовтня 2004 року, коли отримала статус Всеукраїнської профспілкової організації. Станом на жовтень 2004 року  НМПУ була  представлена організаціями в 16 областях України. Новий статус та організаційна структура незалежного профспілкового руху журналістів дозволив "ефективніше захищати права журналістів, брати участь в галузевих тарифних переговорах, залучати до профспілки журналістів та створювати нові профспілкові організації".

### I з’їзд НМПУ, установчий, 28 жовтня 2004 року, м.Київ
На установчому (першому) З’їзді НМПУ  28 жовтня 2004 року Головою НМПУ обрано Сергія Гузя, заступниками голови - Олександра Харченка (головний редактор агентства УНІАН) та Петра Скалозуба (голова Дніпропетровської організації НМПУ). До складу Комітету НМПУ увійшли Микола Закалюжний (член Комітету Київської НМП), Сергій Черненко (член Комітету Київської НМП), Ігор Чайка (голова Чернігівської організації НМПУ), Максим Біроваш (голова Новокаховської організації НМПУ), Сергій Штурхецький (голова Рівненської організації НМПУ), Ігор Ворон (Дніпродзержинська організація НМПУ).

### II з’їзд НМПУ, позачерговий,12-13 листопада 2005 року, перший етап, м.Ворохта, Івано-Франківська область
12-13 листопада у Ворохті Івано-Франківської області пройшов другий позачерговий з’їзд Незалежної медіа-профспілки України, на якому делегати одноголосно прийняли рішення про вступ до Міжнародної федерації журналістів. За словами голови НМПУ Сергія Гузя, організація отримала стовідсоткову можливість вступу до МФЖ на правах повноцінного членства. По-перше, НМПУ вже отримала відповідне запрошення від МФЖ. По-друге, медіа-профспілка прямувала до цього впродовж останніх двох років. Так, за цей час представники медіа-профспілки взяли участь у трьох міжнародних конференціях щодо безпеки журналістів, захисту прав фрілансерів та роботи профспілки у виданнях з іноземними інвесторами. Також було підписано дворічний проект по співпраці з Шведською спілкою журналістів, у рамках якого профспілкові активісти нещодавно відвідали Стокгольм, укладено нову угоду про спільну діяльність з Національною профспілкою журналістів Великобританії та Ірландії, домовлено про тісну співпрацю з Хорватською та Норвезькою профспілками. Крім того, керівництво НМПУ провело переговори з Міжнародною та Європейською федераціями журналістів про створення робочої групи країн Східної Європи, куди має увійти й українська профспілка. На той час до складу МФЖ вже входла Національна спілка журналістів України, але ця організація була тільки асоційованим членом МФЖ. НМПУ ж стане повноцінним членом, тому буде мати право голосу в міжнародній федерації. Основними перевагами інтеграції в МФЖ Сергій Гузь називає фінансову незалежність медіа-профспілки, можливість розбудувати регіональну мережу організацій, брати участь в міжнародних програмах, отримати міжнародну прес-карту, надалі видавати профспілковий журнал та посібники, обмінюватися досвідом та помилками, а також отримати підтримку у випадку акцій чи страйків.

### II з’їзд НМПУ, 23 лютого 2008 року, другий етап, м.Київ
Романа Скрипіна обрано головою Незалежної медіа-профспілки України. За його обрання проголосував 31 із 57 делегатів. Роман Скрипін був єдиним претендентом на пост голови НМПУ. Сергій Гузь, якого висунули на цей пост збори Київської незалежної медіа-профспілки 9 лютого, узяв самовідвід. Відмовився балотуватись на пост голови НМПУ і Єгор Соболєв, якого висували присутні на з’їзді.Під час обговорення кандидатури Романа Скрипіна частина делегатів висловилась за переобрання Сергія Гузя, як людини, що має досвід роботи з регіональними осередками.Чинний голова НМПУ Сергій Гузь зазначив, що продовжуватиме роботу з регіонами на посаді першого заступника голови профспілки. Він закликав обрати Романа Скрипіна «фронтменом» профспілки, оскільки, за власним зізнанням, «не є публічною людиною».За словами Романа Скрипіна, зараз він займається розробкою концепції нового телеканалу. Відповідаючи на запитання делегатів з’їзду, Роман Скрипін зазначив, що, на його думку, Медіа-профспілка не має брати ґранти на свою діяльність і повинна мати постійно діючий виконавчий орган. Делегати з'їзду проголосували за обрання Сергія Гузя першим заступником голови НМПУ, а Олександра Зінченка – заступником. З’їзд заслухав звіти голови ревізійної комісії Ігоря Чайки та голови (а після голосування – першого заступника голови) Незалежної медіа-профспілки України Сергія Гузя. За словами Сергія Гузя, чутки про «банкрутство, розкол і занепад» профспілки не відповідають дійсності. «У нас – у мене особисто та членів комітету НМПУ – було певне тертя з членами КНМП. Але на зборах КНМП я побачив чіткий сигнал, що Київська профспілка не хоче виходити зі складу НМПУ. Солідарність похитнулась, але вона відновлюється» До Комітету НМПУ обрано Миколу Фельдмана, Єгора Соболєва, Сергія Штурхецького, Тетяну Якубович, Кирила Булкіна, Михайлину Скорик, Олександра Тарасова і Наталію Возович. Головою ревізійною комісію обраний Олександр Харченко, членами – Олександр Кривенко та Юрій Шеляженко.

### III  з’їзд НМПУ, черговий, 27 червня 2010 року,  м.Київ
Головою Незалежної медіа-профспілки України було переобрано Романа Скрипіна. Першим заступником голови обрано Сергія Штурхецького (м. Рівне), заступником - Сергія Гузя (м. Дніпродзержинськ). Також сформовано комітет НМПУ, до якого увійшли Роман Скрипін, Сергій Штурхецький, Серій Гузь, Юрій Михайлович (м. Київ), Максим Абрамовський (м. Донецьк). Обрано також двох резервних членів комітету, ними стали Катерина Форманюк (м. Донецьк) та Андрій Лаврик (м. Київ). До ревізійної комісії увійшли Микола Фельдман (м. Кременчук, голова), Георгій Олійник та Іван Чорнобай (м. Рівне).  На з'їзді було зареєстровано 24 делегати з усіх регіонів України, серед учасників були також народний депутат Андрій Шевченко, члени КНМП Остап Кривдик, Юка Гаврилова, гості і журналісти.
Під час з'їзду було також прийнято нове положення про ревізійну комісію. З'їзд заслухав звіт голови НМПУ Романа Скрипіна про роботу за два роки і звіт голови ревізійної комісії Юрія Шеляженка. Члени з'їзду висловили свою позицію стосовно проекту Трудового кодексу: вони вирішили, що він потребує системних змін. З'їзд легітимізував рішення комітету НМПУ про стягнення внесків за рік наперед на безготівковий рахунок зі збільшенням внеску до 180 грн (розмір внеску 180 грн вирішено залишити незмінним до кінця цього року). Також було вирішено не закривати з'їзду, а провести другу його частину в жовтні.  Наприкінці з'їзду Остап Кривдик зачитав присутнім відкритого листа від голови КНМП Юрія Луканова, в якому була висловлена низка зауважень щодо діяльності НМПУ. Зокрема, Юрій Луканов пропонував переназвати з'їзд у нараду з підготовки з'їзду, а через декілька місяців провести «повнокровний» з'їзд регіональних організацій. 

### IV з’їзд НМПУ, позачерговий, 10 грудня 2011 року,  м.Київ
Головою Незалежної медіапрофспілки України обрали Юрія Луканова, який був на той момент одночасно і головою Київської незалежної медіапрофспілки. Таким чином було покладено край неузгодженостям між КНМП і НМПУ, осккільки дві органгізації очолила одна людина, а керівництво КНМП увійшло до Комітету НМПУ. За результатами голосування першим заступником голови НМПУ став Сергій Гузь, заступником - Андрій Яніцький. З`їзд обрав Комітет НМПУ в кількості 11-ти осіб. До нього увійшли: Ігор Чайка, Юка Гаврилова, Павло Берест, Михайло Глуховський (Київ), Олександр Воротілов (Запоріжжя), Сергій Штурхецький (Рівне), Богдана Стельмах (Луцьк), Олександр Тарасов (Херсон). Також з`їзд обрав Ревізійну комісію НМПУ у складі її голови Владислава Савенка (Чернігів), а також Ігоря Сцібайла (Тернопіль) та Анни Бабінець (Київ). До Ради НМПУ, за рішенням делегатів, увійшли представники кожного регіону України та Києва. З`їзд затвердив ряд положень: про прес-карту НМПУ, про видачу міжнародної прес-карти, про прийняття до складу профспілки або виключення з неї, а також про комісію з громадського контролю за дотриманням профспілкового та трудового законодавства на підприємствах галузі. 

### V з’їзд НМПУ, черговий, 21 лютого 2015 року,  м.Київ
Головою НМПУ переобрано Юрія Луканова. Першим заступником голови обрано Андрія Яніцького (Київ), заступником - Олександра Тарасова (Херсон). Крім голови та заступників до складу Комітету увійшли - Юка Гаврилова (Київ),Анна Андрієвська (Київ), Сергій Штурхецький (Рівне), Еміне Зіятдінова (Київ), Ігор Чайка (Київ), Сергій Бобра ( Львів). Резервні члени Комітету:Вдовенко Ольга ( Харків), Стельмах Богдана (Луцьк). Ревізійна комісія у складі: Владислав Савенок ( Чернігів), Юрій Шеляженко (Київ), Василь Бедзір (Ужгород). 

### VI з’їзд НМПУ, позачерговий, 6 серпня 2016  року, м.Київ
За результатами голосування Головою комітету обрано – Ігоря Чайку (Київ), члена НМПУ з 2003, засновника та керівника Чернігівської незалежної медіа-прфспілки, колишнього Голову Ревізійної комісії НМПУ та члена Комітету з 2015 року. За таке рішення проголосували 55 з 90 делегатів, троє висловились проти і ще п’ятеро – утримались. До складу Комітету увійшли: Олександр Тарасов – перший заступник Голови комітету НМПУ, Анна Андрієвська – Заступник Голови комітету НМПУ, Тетяна Локацька (Миколаїв), Алла Дегтяренко (Херсон), Вадим Пелех (Чернівці), Наталія Каптусарова (Одеса), Юка Гаврилова (Київ), Сергій  Штурхецький (Рівне), Сергій Бобра (Львів), Андрій Богатирьов (Дніпро), Антон Черниш (Київ), Валерій Тихонов (Чернігів). З’їзд обрав також нову Ревізійну комісію, яку очололила журналіст-розслідувач з «Forbes» Марго Ормосадзе (Київ), а до її складу увійшли: Олена Дедул (Миколаївська область) і Андрій Михайлик  (Київ).
Заступник генерального секретаря Міжнародної федерації журналістів (МФЖ) – Джеремі Діар (Jeremy Dear), також взяв участь у З’їзді  та наголосив, що він відбувається у складний для журналістики період, коли міжнародна солідарність відіграє вкрай важливу роль. «Наші члени в Туреччині піддаються арештам, їх медіа – закривають, їх залякують через викрадення членів родин примушуючи журналістів мовчати. У Палестині, звідки я щойно повернувся, журналісти щодня стикаються з труднощами через брутальну окупацію Ізраїлю. Скрізь – від Китаю до Колумбії журналістика перебуває під атакою. Вбивства, арешти, безкарність, економічні труднощі і спроби контролювати повідомлення ставлять під загрозу саму місію журналістики, яка покликана служити інтересам громадськості», – наголосив у своїй промові пан Діар. Він також додав, що українцям занадто добре відомі всі ці труднощі, і вчергове висловив співчуття щодо убивства Павла Шеремета його родині.
Загалом у З’їзді взяли участь 90 делегатів від 85 первинних організацій із 22 областей України, а також гості, зокрема з Міжнародної федерації журналістів та  ОБСЄ.

### VIII з’їзд НМПУ, черговий, перший етап, 1 березня 2019 року, м.Київ
Делегати першого  етапу чергового VIII з’їзду Незалежної медіа-профспілки України переобрали керівництво спілки. Головою Комітету НМПУ обрали Сергія Штурхецького з Рівного. Делегати з’їзду затвердили також склад нового комітету НМПУ, до якого увійшли Наталія Каптусарова (Одеса), Борис Орел (Миколаїв), Андрій Михайлик (Київ), Сергій Корнієнко (Полтава); Сергій Штурхецький є п’ятим членом НМПУ за посадою. Делегати з’їзду обрали склад нової ревізійної комісії, до якої увійшли Олександр Карпенко – голова (Херсон), Олександр Олійник (Донецька область), Микола Кобилюк (Чернівці). Такі питання порядку денного, як затвердження бюджету та стратегії, основних напрямів роботи організації будуть розглянуті за два місяці. За пропозицією новообраного голови НМПУ Сергія Штурхецького, до розгляду цих питань будуть залучені первинні профспілкові організації.

## Очільники
- Андрій Шевченко, голова Київської незалежної медіа профспілки (2002-2003), впродовж  2003 до 2004 років тривав процес створення НМПУ та базі КНМП
- Сергій Гузь, голова НМПУ (28 жовтня 2004- 23 лютого 2008), обраний І (установчим) з'їздом НМПУ, перший заступник голови НМПУ (2008-2012), в.о.голови НМПУ (15 вересня 2011 - 10 грудня 2011)
- Роман Скрипін, голова НМПУ (23 лютого 2008 - 15 вересня 2011).
- Юрій Луканов, голова НМПУ (29 жовтня 2011 - 4 червня 2016).
- Сергій Штурхецький в.о. голови НМПУ (з 4 червня по 6 серпня 2016), призначений рішенням Ради НМПУ[10].
- Ігор Чайка, голова НМПУ (з 6 серпня 2016 - по 1 березня 2019 року), обраний VI позачерговим з'їздом НМПУ[11] та VII черговим з'їздом НМПУ
- Сергій Штурхецький, голова НМПУ (з 2 березня 2019 року), обраний VIII черговим з'їздом НМПУ[12].